# ابراهیما بانگورا
ابراهیما بانگورا (انگلیسی: Ibrahima Bangoura؛ زادهٔ ۸ دسامبر ۱۹۸۲) بازیکن فوتبال اهل گینه بود.
از باشگاه‌هایی که در آن بازی کرده است می‌توان به باشگاه فوتبال دنیزلی اسپور، باشگاه فوتبال ایراکلیس ۱۹۰۸، باشگاه فوتبال قونیه‌اسپور، باشگاه ورزشی جولیبا، باشگاه فوتبال تروا، و باشگاه فوتبال خزر لنکران اشاره کرد.
وی همچنین در تیم ملی فوتبال گینه بازی کرده است.